# 506 a.C.

## Eventos
- Espúrio Lárcio Rufo [1] (ou Espúrio Lárcio Flavo[2] ) e Tito Hermínio Aquilino, cônsules romanos,[1][2] pela cronologia de Varrão.[1][Nota 1]
- Durante o consulado de Lárcio e Hermínio, Roma não entrou em guerra.[1]
- Campanha dos etruscos contra Arícia[Nota 2]
- Porsena tenta, pela última vez, restaurar os tarquínios em Roma, enviando embaixadores a Roma. Os romanos respondem, enviando a Porsena os mais honrados senadores, para responder que reis jamais seriam aceitos em Roma, que qualquer menção deste assunto deve ser evitada, e que, depois de vários atos de amizade, não deveria haver mais causa de atrito, porque Porsena estava pedindo o fim da liberdade de Roma.[3]
- Porsena concorda em terminar com estas propostas infrutíferas, e comunica sua decisão a Tarquínio. Tarquínio e seu genro Mamilius Octavius, sem esperanças de serem restaurados, se mudam para Túsculo. A paz entre Porsena e Roma é mantida.[3]
- Acestórides, arconte de Atenas.[4]
- Heráclito e Parmênides florescem nesta época.[4]
- Na ilha de Naxos, alguns cidadãos ricos são expulsos pelos pobres, e recorrem a Aristágoras, governador de Mileto.[5][Nota 3]

## Mortes
- Aruns, filho do rei dos tirrênios Porsena, durante o ataque a Arícia.[1][Nota 4]
- Pitágoras, com cerca de oitenta anos de idade,[5][6] de fome, cercado por seus inimigos no templo das musas em Metaponto, na Magna Grécia.[6][Nota 5]